# 221917 Opites
221917 Opites è un asteroide troiano di Giove del campo greco. Scoperto nel 2008, presenta un'orbita caratterizzata da un semiasse maggiore pari a 5,2780176 UA e da un'eccentricità di 0,0762710, inclinata di 23,87390° rispetto all'eclittica.
L'asteroide è dedicato a Opite, guerriero acheo.